# Viviendas del 120 y 122 de East 92nd Street
Las Viviendas del 120 y 122 de East 92nd Street  es un edificio histórico ubicado en Nueva York, Nueva York. El Houses at 120 and 122 East 92nd Street se encuentra inscrito  en el Registro Nacional de Lugares Históricos desde el 29 de octubre de 1982. 

## Ubicación
Las Viviendas del 120 y 122 de East 92nd Street se encuentra dentro del condado de Nueva York en las coordenadas 40°47′00″N 73°57′15″O / 40.783333, -73.954167.